# 羊安满族乡
羊安满族乡是中华人民共和国辽宁省葫芦岛市兴城市下辖的一个民族乡，秦沈客运专线在此乡设有一站兴城西站。

## 行政区划
羊安满族乡下辖以下村级行政区划单位：
羊安村、龙王嘴子村、白铁村、十八家子村、辛庄村、佟屯村、刘八斗村、望宝村、闫屯村、芹菜沟村和柳蒿村。